# Гринвіч (селище, Нью-Йорк)
Гринвіч (англ. Greenwich) — селище (англ. village) в США, в окрузі Вашингтон штату Нью-Йорк. Населення — 1651 особа (2020).

## Географія
Гринвіч розташований за координатами 43°5′11″ пн. ш. 73°29′48″ зх. д. / 43.08639° пн. ш. 73.49667° зх. д. (43.086497, -73.496773). За даними Бюро перепису населення США у 2010 році селище мало площу 3,83 км², уся площа — суходіл.

## Демографія
Згідно з переписом 2010 року, у селищі мешкало 1777 осіб у 760 домогосподарствах у складі 460 родин. Густота населення становила 465 осіб/км². Було 867 помешкань (227/км²).
Расовий склад населення:
| - 97,4 % — білих - 0,5 % — чорних або афроамериканців - 0,5 % — азіатів - 0,3 % — корінних американців |

До двох чи більше рас належало 1,3 %. Частка іспаномовних становила 1,1 % від усіх жителів.
За віковим діапазоном населення розподілялося таким чином: 23,1 % — особи молодші 18 років, 62,7 % — особи у віці 18—64 років, 14,2 % — особи у віці 65 років та старші. Медіана віку мешканця становила 41,8 року. На 100 осіб жіночої статі у селищі припадало 93,6 чоловіка; на 100 жінок у віці від 18 років та старших — 90,1 чоловіка також старших 18 років.
Середній дохід на одне домашнє господарство становив 67 475 доларів США (медіана — 46 146), а середній дохід на одну сім'ю — 84 572 долари (медіана — 67 500). Медіана доходів становила 41 809 доларів для чоловіків та 33 015 доларів для жінок. За межею бідності перебувало 11,5 % осіб, у тому числі 13,1 % дітей у віці до 18 років та 19,4 % осіб у віці 65 років та старших.
Цивільне працевлаштоване населення становило 985 осіб. Основні галузі зайнятості: освіта, охорона здоров'я та соціальна допомога — 25,8 %, роздрібна торгівля — 16,9 %, виробництво — 13,5 %.